# محمد الغول
محمد الغول (عربی: محمد الغول؛ زادهٔ ۹ آوریل ۱۹۹۶) بازیکن فوتبال  فلسطینی‌تبار اهل کرواسی است.
از باشگاه‌هایی که در آن بازی کرده است می‌توان به باشگاه فوتبال خرواتسکی دراگوولیاتس و باشگاه فوتبال لوکوموتیو زاگرب اشاره کرد.
وی همچنین در تیم‌های ملی فوتبال زیر ۲۰ سال کرواسی و زیر ۲۱ سال کرواسی بازی کرده است.